# بيتر هوغو دالي
بيتر هوغو دالي (بالإنجليزية: Peter-Hugo Daly)‏ هو ممثل بريطاني، ولد في 1956.

## أعمال

### أفلام
- (2010) صنع في داجنهام[2]

## وصلات خارجية
- بيتر هوغو دالي على موقع IMDb (الإنجليزية)
- بيتر هوغو دالي على موقع ألو سيني (الفرنسية)
- بيتر هوغو دالي على موقع أول موفي (الإنجليزية)
- بيتر هوغو دالي على موقع قاعدة بيانات الأفلام السويدية (السويدية)
- بيتر هوغو دالي على موقع قاعدة بيانات الفيلم (الإنجليزية)
- بيتر هوغو دالي على موقع كينوبويسك (الروسية)